# Joppidium
Joppidium is een geslacht van insecten uit de orde vliesvleugeligen (Hymenoptera) en de familie Ichneumonidae.

## Soorten
- J. antennator Kasparyan & Ruiz-Cancino, 2005
- J. apicale Cresson, 1872
- J. ardens Cresson, 1874
- J. arizonicum Townes, 1962
- J. brochum Townes, 1962
- J. caeruleipenne Cameron, 1885
- J. densum Townes, 1962
- J. discolor Townes, 1962
- J. dubiosum Cresson, 1874
- J. fuscipenne (Brulle, 1846)
- J. moerens (Perty, 1833)
- J. rubriceps Cresson, 1872
- J. simile Kasparyan & Ruiz-Cancino, 2005
- J. tinctipenne Kasparyan & Ruiz-Cancino, 2005